# Big Joe 1
Big Joe 1 (Atlas -10 D) sin tripulación lanzó una cápsula de Mercury desde Cabo Cañaveral, Florida, el 9 de septiembre de 1959. Los propósitos del Big Joe 1 eran probar el escudo térmico ablativo de la nave espacial Mercury, el calentamiento del cuerpo posterior, el control de actitud de la dinámica de reentrada y la capacidad de recuperación. También fue el primer lanzamiento de una nave espacial en el Proyecto Mercury.
Se realizaron dos disparos de preparación de vuelo (FRF) en Big Joe 1. El primero, el 1 de septiembre de 1959, terminó inmediatamente después de T-0 porque el temporizador de retardo de la etapa de encendido ordenó el apagado de los motores cohete cuando ni el encendido del sustentador ni el del motor principal siguieron el encendido normal a vernier. No hubo ningún refuerzo ni daño en el soporte. El segundo FRF se completó con éxito el 3 de septiembre de 1959, con encendido normal, transición a la etapa principal y apagado por el temporizador del motor después de aproximadamente 19 segundos de tiempo de funcionamiento.
La cuenta atrás previa al lanzamiento fue relativamente suave, con un retraso causado por la falla de cierre de la válvula de llenado y drenaje de LOX del Atlas. A las 08:19 GMT del 9 de septiembre, Big Joe despegó de LC-14 sobre Atlas-10D. Todo fue bien hasta la marca de los dos minutos cuando las lecturas de telemetría indicaron que la sección de refuerzo no se había podido deshacer. El peso muerto de los motores de refuerzo resultó en una velocidad inferior a la normal y, en consecuencia, el sistema de guía no generó la señal SECO (Second Engine Cut-Off ) planificada en T + 270 segundos porque no se habían alcanzado la altitud y la velocidad requeridas. En cambio, SECO fue causado por el agotamiento de LOX en T + 293 segundos. El reforzador recibió el comando de corte de combustible manual de Range Safety, pero no tuvo ningún efecto porque el SECO tardío había resultado en el agotamiento del gas de control de helio necesario para cerrar las válvulas del propulsor. Todas las válvulas permanecieron abiertas, provocando un empuje residual del motor y golpes en la cápsula Mercury después de la separación. Además, el sistema de guía no generó la señal de separación para la cápsula debido a la altitud y velocidad insuficientes, por lo que los equipos de tierra tuvieron que disparar repetidamente los propulsores del RCS (Reaction Control System) ) para liberar la cápsula y, al hacerlo, agotó el suministro de propulsor . Los equipos de recuperación de la Armada se apresuraron a localizar la cápsula después del amerizaje y después de unas horas, lo hicieron. Se descubrió que el Mercury repetitivo, que había aterrizado a unas 500 millas antes del punto objetivo, había sobrevivido a la misión en buenas condiciones y verificado el escudo térmico ablativo. Se descartaron los planes para un escudo térmico de berilio en caso de que el ablativo no funcionara.
La cápsula Mercury 2292 kilómetros (1424,2 mi) vuelo balístico a una altitud de 140 kilómetros (87,0 mi) . La cápsula se recuperó y se estudió el efecto del calor de reentrada y otras tensiones de vuelo de su vuelo de 13 minutos. Dado que los datos de Big Joe 1 cumplieron con los requisitos de la NASA, se canceló un segundo lanzamiento, Big Joe 2 (Atlas-20D), que había sido programado para el otoño de 1959, y el vehículo de lanzamiento se transfirió al programa Atlas-Able.
Si bien el equipo de Mercury estaba satisfecho con el vuelo, los ingenieros de la División Convair no lo estaban. El Atlas no había podido organizar su sección de refuerzo y el rendimiento general del vehículo era bastante marginal. Enumeraron el vuelo en los registros oficiales como un fracaso. El problema de la puesta en escena se debió a una probable falla del circuito eléctrico que proporcionaba energía a las válvulas de separación de Conax, por lo que se les instalaría instrumentación adicional en vuelos posteriores. Sin embargo, la moral de Convair pronto se elevó con el exitoso lanzamiento del Atlas-12D desde la Base de la Fuerza Aérea Vandenberg en la Costa Oeste, seguido por la declaración oficial del vehículo como "operativo".
La nave espacial Mercury utilizada en la misión Big Joe 1 se exhibe en el Centro Steven F. Udvar-Hazy del Museo Nacional del Aire y el Espacio en Chantilly, Virginia .